# Palthis sapucaya
Palthis sapucaya är en fjärilsart som beskrevs av George Francis Hampson. Palthis sapucaya ingår i släktet Palthis och familjen nattflyn. Inga underarter finns listade i Catalogue of Life.